# 1840 în literatură
Anul 1840 în literatură a implicat o serie de evenimente și cărți noi semnificative.  